# Woman (中西圭三の曲)
「Woman」（ウーマン）は、中西圭三の3枚目のシングル。

## 解説
中西の代表曲であり、本人歌唱でも最大のヒット曲。累積売上は42万枚。その後のシングル・アルバムが売れる出世作となった。
当初は「サイレント・メモリー」というタイトルで、歌詞も全く違っていた。急遽三貴『カメリアダイアモンド』タイアップが決まり、CMのイメージに合わせ「前向きな女性を応援するイメージにするため」作詞の売野雅勇が全面的に書き直した。
2003年発売アルバム『遺伝子』では、「Woman feat. Heartsdales」としてリミックスされた。

## 収録曲
1. Woman
  - 作詞：売野雅勇　作曲：中西圭三　編曲：小西貴雄
2. ミッドナイト・コール（Remix）
  - 作詞：尾上文　作曲：中西圭三・小西貴雄　編曲：清水信之